# Bet in Japan
Bet in Japan（ベットインジャパン、betinjapan.com）は、日本市場向けに運営されているスポーツベッティングおよびブックメーカー比較サイトである。スウェーデンに本拠を置くigamingアフィリエイト企業 Leadstar Media によって2020年に開設された。

## 概要
Bet in Japanは、日本語でスポーツベッティングに関する情報を提供し、複数のブックメーカーの比較やレビュー、オッズに関する情報、ボーナス、賭け方のガイドなどを掲載している。取り扱う競技はサッカー、野球、バスケットボール、eスポーツなど多岐にわたり、特に初心者向けのガイドが充実している点が特徴である。
日本語版 Flashscore では、同サイトを「日本で最も信頼されているブックメーカーガイドの一つ」と紹介している。

## 歴史
2020年、Leadstar Mediaはアジア市場への拡大戦略の一環としてBet in Japan を立ち上げた。立ち上げ当初からSEOに重点を置いた設計がなされており、検索結果での上位表示を目指す方針が示されている。
同年、iGaming関連のニュースメディアMundo-NipoやJapon Alternativoなどで、日本における海外ブックメーカー紹介サイトとして紹介された。

## サービス
Bet in Japan では、日本語で利用可能な合法的なオンラインブックメーカーの情報を提供し、ボーナスやプロモーション、対応スポーツ、入出金方法などの比較が行われている。特にJリーグやNPBなど、日本人ユーザーに馴染みのあるコンテンツに焦点が当てられている。 
一部の海外メディアでも、日本市場を扱うiGamingサイトとしてBet in Japan が紹介されている。たとえば、SiGMA Asia の業界レポートでは、日本における「ベッティング関連キーワードでトップランクのアフィリエイトサイトの一つ」として同サイトが取り上げられている。

## 受賞歴
2024年、iGamingアフィリエイト業界のアワードにおいて、Bet in Japanは「スポーツベッティング部門メディア・オブ・ザ・イヤー」に選出されたと報じられている。
また、複数の海外メディアにおいて、スポーツ選手や大会に関する記事でBet in Japanが情報提供元として引用されることがある。たとえば Get French Football News や Anfield Index、Brila.net などでは、同サイトの運営者によるコメントが掲載されている。

## アクセス状況
Webトラフィック分析サービス Similarweb の2025年時点のデータによれば、2025年時点で betinjapan.com は月間約6,400件の訪問を記録しており、日本からのアクセスが大半を占めている。